# WebPositive
WebPositive (ウェブポジティブ; 略称: Web+) とは、Haiku OS に標準搭載されるウェブブラウザである。

## 概要
HTMLレンダリングエンジンに WebKit を用いたタブブラウザ。
WebPositive という名称は、WebKit の‘Web-’と Haiku OS が目指す OS である BeOS に付属していたウェブブラウザ NetPositive の‘-Positive’に由来し、組み合わせたものである。

## 歴史
- 2007年、Ryan Leavengood により WebKit が Haiku へ移植され[2]、2007年末に WebPositive の前身である HaikuLauncher として不完全ながら動作に成功した[3]。
- 2009年の Google Summer of Code において、Ryan Leavengood の教え子である Maxime Simon により HaikuLauncher の大幅な改良がなされた[4][5][6]。
- 2010年2月、Stephan Aßmus (stippi) らが手を加えることにより  HaikuLauncher は実用段階に達し、そのウェブブラウザの名称を WebPositive とした[7][8]。
- 2010年5月10日、WebPositive は、Haiku OS の R1/Alpha 2 において BeZillaBrowser に代わり既定のウェブブラウザとして採用された[9]。